# Pinus arizonica
El Pino amarillo, pino de Arizona (Pinus arizonica), es un pino  mediano del norte de México, sudeste de Arizona, sudoeste de Nuevo México, y oeste de Texas en  EE. UU.
es un árbol de hasta 35 m de alto con copa piramidal abierta o redonda en árboles maduros. Es muy abundante en Estados Unidos. En México en Sonora, Chihuahua, Coahuila y Durango, Sinaloa y Zacatecas. Por otra parte también se encuentra en Nuevo León y Tamaulipas, al otro lado de la altiplanicie del norte de México. Habita entre los 1300 a 3000 metros de altitud. El Pino de Arizona habita al Norte de México en varios estados, en cada estado convive con otros pinos. 

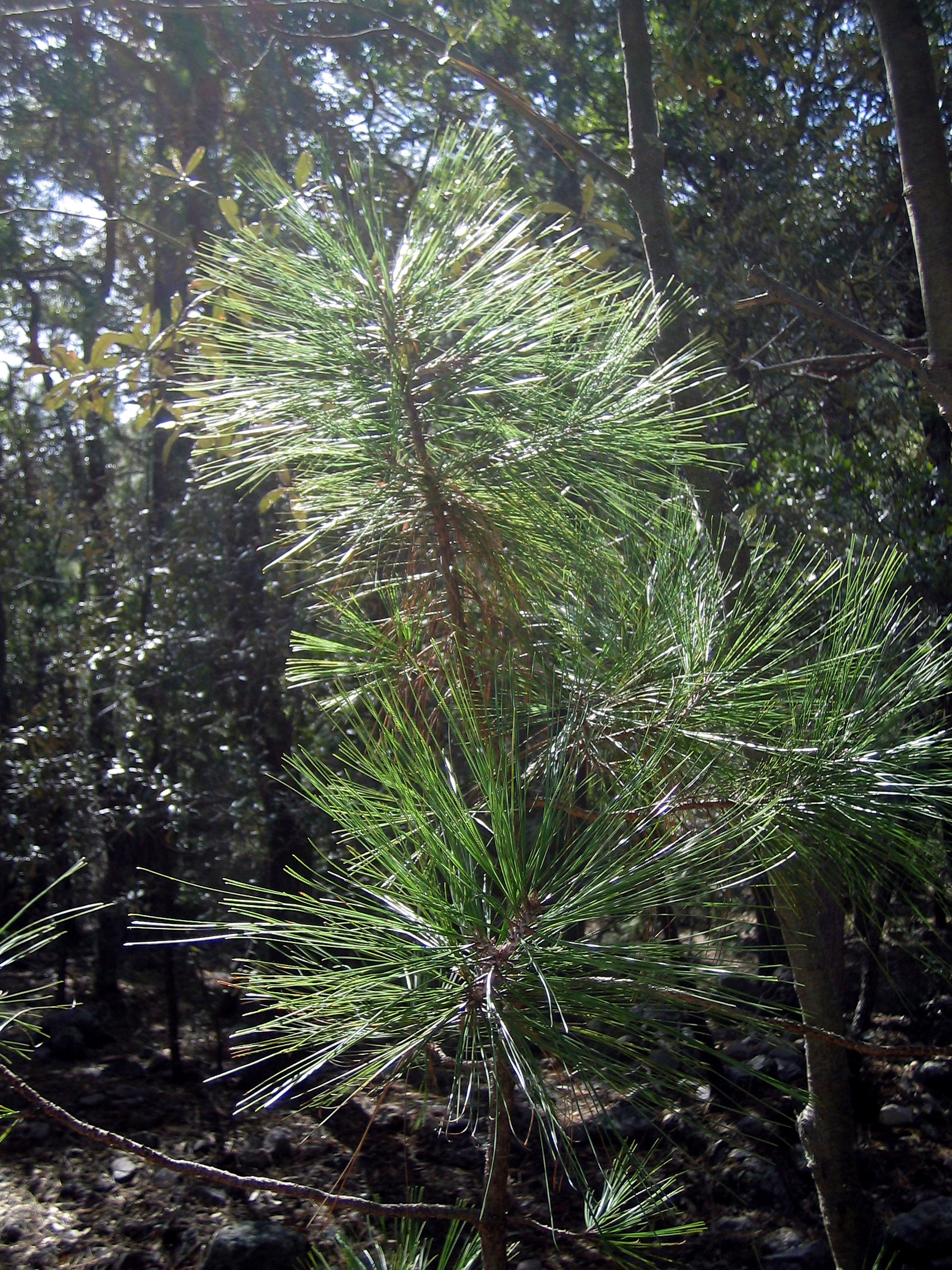
Vista de la planta

## Descripción
Es un árbol que alcanza 25-35 m de altura, con 1.2  m de diámetro de tronco. Las acículas están en paquetes fasciculares de 3 4 o 5, siendo 5 el más prevaleciente. Esta variabilidad puede ser un signo de hibridación con su estrecho pariente Pinus ponderosa: 7-17 cm ´ 1-1.2(--1.5) mm. Las ramas son mayormente purpúreas a rojo pardas, usualmente glaucas. Los brotes ligeramente resinosos. Los conos de polen son mayormente amarillos. Los conos de semillas son frecuentemente asimétricos, 5-8 cm; apófisis en base abaxial con frecuencia fuertemente levantados, frecuentemente mamilados; umbo baja, ampliamente piramidal, y agudo o con muy corto apiculus.  El cuerpo seminal de 3-4mm; alados de 15 mm. 2 n =24. Conos simples, apareados, o en grupos de tres, y de 5-11 cm de longitud.
En el pasado, se había pensado que era una variante del pino ponderosa, por algunos botánicos, pero se lo reconoce como una sp. distintiva por muchas autoridades.

## Variedades
Se describen dos variedades, posiblemente mejor tratadas como sp distintas; ver Pinus ponderosa por la tabla de caracteres:
- Pinus arizonica var. arizonica, en la Sierra Madre Occidental de Arizona al sur de Durango
- Pinus arizonica var stormiae, en la Sierra Madre Oriental en el parque nacional de Big Bend en Texas al sur de San Luis Potosí.

Otro pino emparentado, Pinus cooperi) es también considerada como una variedad del pino de Arizona por algunos autores, como Pinus arizonica var. cooperi, pero otros autores la reconocen como una sp., más estrechamente emparentada con Pinus hartwegii.
Este pino es una fuente importante de madera para la construcción;  y, es muy talada para leña. Extensivas talas ha reducido la amplitud de sus bosques, particularmente en México.

## Taxonomía
Pinus radiata fue descrita por George Engelmann  y publicado en Report Upon United States Geographical Surveys West of the One Hundredth Meridian, in Charge of First Lieut. Geo. M. Wheeler... vol. 6, Botany 6: 260. 1878.
Etimología
Pinus: nombre genérico dado en latín al pino.
arizonica: epíteto geográfico que alude a su localización en Arizona.
Sinonimia
- Pinus ponderosa subsp. arizonica (Engelm.) A.E.Murray
- Pinus ponderosa var. arizonica (Engelm.) Shaw

var. ornelasii (Martínez) ined.
- Pinus cooperi C.E.Blanco
- Pinus cooperi var. ornelasii (Martínez) Blanco
- Pinus lutea C.E.Blanco ex Martínez
- Pinus lutea var. ornelasii Martínez

var. stormiae Martínez
- Pinus ponderosa var. stormiae (Martínez) Silba